# 손신 (수호전)

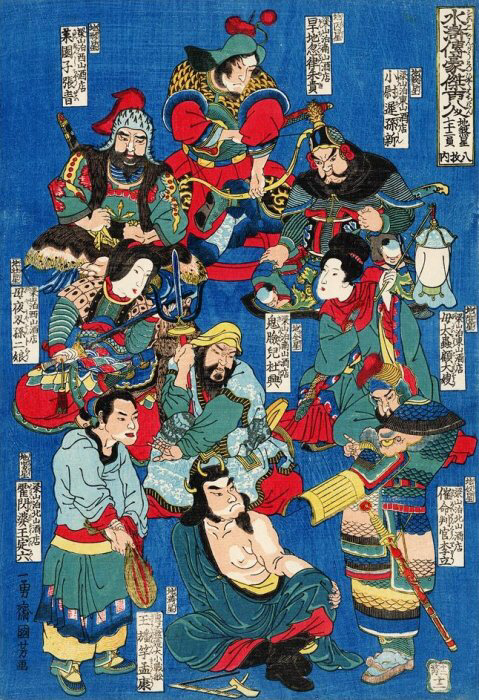

손신(孫新)은 중국의 사대기서(四大奇書) 중 하나인 《수호전》(水滸傳)에 등장하는 인물로, 108성 중 100위이자 지살성(地煞星)의 지수성(地數星)에 해당한다. 별호는 소울지(小尉遲)로 형 손립에게 무예를 배우고 형제가 함께 철편을 사용하여 울지경덕에 비유되었다 하여 붙여진 이름이다. 아내로 고대수, 고대수의 사촌동생으로 해진·해보 형제, 친척으로 악화(형의 처남)가 있다. 추연·추윤과도 친하다. 나이가 젊고 손책에 비유되는 위엄있는 남자다. 주점 주인이라는 직함과 세상 물정에 밝고 머리 회전도 빨라, 주로 책략을 쓰거나 잠입 공작 등에서의 활약이 두드러진다. 아내인 고대수에는 완력으로는 당해낼 수 없는 것 같지만 혈기에 어긋나기 쉬운 그녀를 잘 다스리고 부부 사이도 친밀하다.

## 생애
대대로 군인인 집안에서 태어났지만 자신은 시정(市井)의 사람이 되어, 형 손립의 임지인 등주(登州) 십리패(十里牌)에서 아내인 고대수와 함께 주점을 운영하였다. 어느 날 고대수와 형수의 동생인 악화로부터 외사촌인 사냥꾼 해진·해보 형제가 억울한 죄로 투옥되었다는 소식을 듣는다. 화가 난 아내를 달래고, 옛 지인인 등운산(登雲山)의 산적 추연·추윤의 협조를 구한 뒤, 형 손립도 계책을 써서 불러들인 후 등주의 감옥을 습격하여 해진·해보를 구출하고 또 해씨 형제에게 죄를 뒤집어씌운 모태공 일족에게 복수한다. 지명수배자가 된 손신 일행들은 추연의 말을 듣고 양산박으로 향한다.
그 무렵 양산박은 축조봉의 축가장(祝家莊)과의 항쟁이 한창이었으며 축가장의 무예교사 난정옥이 손립과 동문수학(同門修學)이었던 것을 이용하여 축가장에 잠입한다. 축가장과 양산박의 결전 때 내부에서 축가장군을 무너뜨려 궤멸시키고 정식으로 양산박에 합류하였다. 양산박에 입산 후, 고대수와 함께 양산박의 서산 주점(西山酒店)에서 정보 수집 및 손님 접대를 담당한다. 그러나 호연작의 공격으로 가게는 파괴된다. 전쟁이 끝난 후 가게는 재건되지만 직후 남산 주점(南山酒店) 담당으로 이동하였다. 북경 대명부 공격에서는 아내 고대수와 등잔 구경을 하던 시골 부부로 가장해 성 안으로 잠입, 성 아래에 불을 질러 교란했다.
108명의 호걸이 양산박에 모인 후에는 아내와 함께 동산 주점(東山酒店)을 맡았고, 양산박이 조정에 귀순한 후에는 아내와 함께 전투, 잠입으로 활약했으며 복병부대의 통솔이나 여자 장수가 이끄는 부대와의 전투가 많았다. 방랍 토벌 후, 형 손립이 다시 등주의 도통령에 임용되자 손립을 따라 등주로 돌아가 여생을 보냈다.